# Knežica (gmina Doljevac)
Knežica (cyr. Кнежица) – wieś w Serbii, w okręgu niszawskim, w gminie Doljevac. W 2011 roku liczyła 526 mieszkańców.